# 許聰敏
許聰敏（1893年11月23日—1983年5月27日），祖籍福建泉州，臺灣彰化鹿港人，實業家、企業家、政治人物、慈善家，曾發起籌建祥德寺，過世後在該寺立有銅像紀念。

## 生平
許聰敏在光緒十九年（1893年）農曆十月十六日出生於彰化鹿港，五歲時父親過世，1914年12月遷居花蓮。從擔任苦力、收買舊貨、擺攤起家，之後成為煤油商、輪胎商。1923年於花蓮港成立「振興商店」經營雜貨批發業，此店亦為標準石油代理店。之後歷任花蓮港街協議會員、花蓮港廳協議會員、花蓮港廳報國會花蓮郡支部長、花蓮港市支會生活部長、花蓮港米穀株式會社取締役、花蓮港礦業株式會社取締役、東部信用組合長等職。當時日人壟斷花蓮所有金融機構，許聰敏遂於1917年申請設立「有限責任東部信用組合」（今花蓮市第一信用合作社），自信用組合設立以來，許聰敏就一直擔任幹部，至1971年2月退休。
戰後擔任花蓮汽車貨運公司董事長、花蓮市第一信用合作社理事主席、東豐產業公司董事長。1946年和王玉寶等人創辦博愛會，協助政府救濟糧荒。翌年二二八事件爆發，其主張開軍營糧倉賑災，卻也為自己招來「盜賣貪污」之罪名。但許聰敏有找保人見證整個過程，因此在事後獲得清白。1947年謝膺毅創辦《更生日報》，他為籌募營運資金，請許聰敏作保，許聰敏破例答應替其作保，使謝膺毅成功向銀行貸款。許聰敏篤信佛教，曾任花蓮念佛會理事長、花蓮市佛教會董事長，1951年花蓮爆發大地震，東淨寺遭震毀，其亦大力捐獻金錢，支持重修、擴建工程。1954年與馬有岳、張阿榮、黃子河、許南輝一同發起設立大東企業股份有限公司。
1960年，許聰敏替秀林鄉佳民村的地藏王菩薩像建造一棟簡易房舍，之後發起募資，改建寺貌，並將該寺改名，稱為「普明寺」。1961年，王錦雲（出家前的證嚴法師）與修道法師一同前來花蓮，兩人在當天前往東淨寺，經寺內一位叫「楊姑」的老菩薩介紹到許聰敏家，進而認識許聰敏。王錦雲經許聰敏推薦，前往普明寺弘揚佛法，與修道法師一同暫住許聰敏家，居於二樓閣樓內。1962年修道法師返回臺中豐原，王錦雲在花蓮拜許聰敏為師，並於其家中自行落髮，許聰敏替其取法名「修參」。
1960年5月，天祥即將興建祥德寺，林則彬、胡美琪、胡子萍、馬有岳、駱香林、楊仲鯨、許聰敏等仕紳發起籌建，使該寺順利在1968年12月25日竣工。1983年5月27日許聰敏逝世，享耆壽90歲，1985年在祥德寺建立銅像紀念。

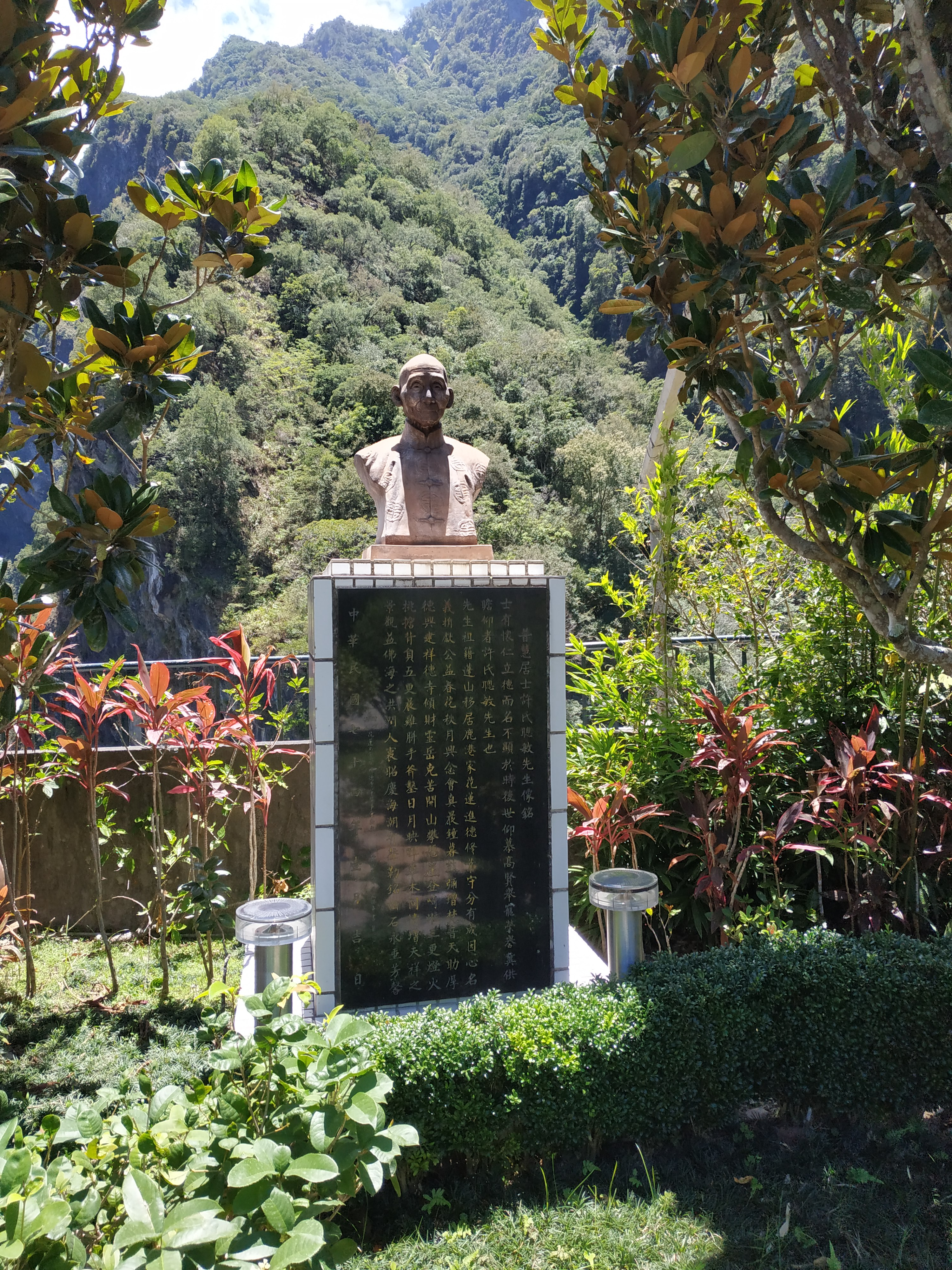
許聰敏銅像是1985年所建
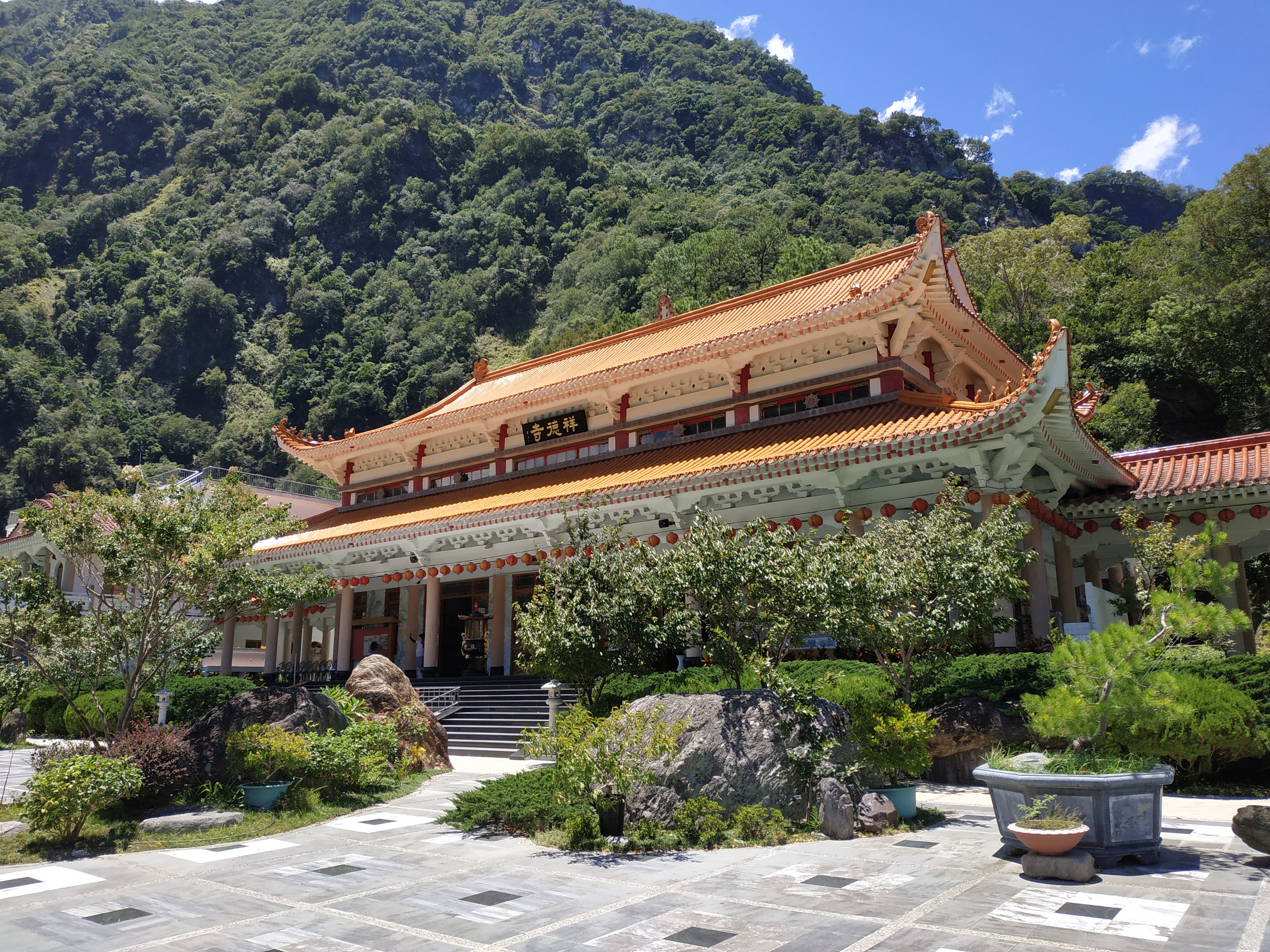
祥德寺

## 故居
許聰敏故居位於花蓮縣花蓮市復興街4-1號、6號，約建於1939年，為昭和型街屋，以混凝土工法建成，做為許聰敏辦公之處。後方設有土藏（倉庫）及太平洋戰爭爆發時所建立之防空通道，可通往庭院。故居二樓為佛堂，故居東側另有一棟鄰棟建築，應為戰後初期所建。2000年郭香韻買下故居右側，後於2019年6月主動提報故居為古蹟，同年12月3日獲花蓮縣政府指定為縣定古蹟。2020年5月，此宅因前屋主債務問題遭法拍易主。